# Carlos "Chino" Vásquez
Carlos Vásquez Pancorbo (Lima, 1940-Lima, 24 de julio de 1992), más conocido como el "Chino" Vásquez, fue un destacado baloncestista peruano.

## Biografía
Fue el menor de cinco hermanos y recibió el apelativo de "Chino" cuando tenía 1 año de edad por parte de su padre, el general José Vásquez Benavides. Estudió en el Colegio La Salle de Lima donde se inició en la práctica del basquetbol, siendo entrenado por "Pichirro" Drago y quien vio en él, sus grandes dotes para este deporte. Contrajo matrimonio con la atleta María del Carmen Gómez Sánchez Humpreys, con la que tuvo una hija, llamada Carla.

## Trayectoria
Se inicia oficialmente en el baloncesto en 1964 jugando por el Club Social Lince, bajo la dirección de Miguel Pellny. 
En 1970, tuvo la oportunidad de jugar un partido amistoso de fútbol en el Lima Cricket, frente a la selección de fútbol de Perú que se preparaba para el mundial de ese año. Debido a su extraordinaria fortaleza física, el técnico Didí lo invitó a participar con dicha selección, la cual declinó.
Participó en varios torneos internacionales de Baloncesto jugando por el Defensor Lima, Deportivo Field y otros.
En 1979 se incorpora al equipo de básquetbol de Universitario de Deportes de Lima, al cual regresaría luego al Departamento de Básquetbol en 1987 a solicitud del Presidente de esa época, Jorge Nicolini B.

## Palmarés
Llegó a ser subcampeón Sudamericano de Clubes en Uruguay en 1976. Su precisión en la media distancia le hizo respetado en toda Sudamérica.
Integró la Selección de baloncesto de Perú, junto con los cuatro hermanos Duarte, que participó en las Olimpiadas de Tokio que era entrenada por el norteamericano Jim McGregor (reemplazado luego por Fernando Córdova). Ricardo Duarte fue máximo anotador de ese torneo. 
Falleció la tarde del viernes 24 de julio de 1992 a la edad de 52 años.
En el distrito limeño de Miraflores, existe un complejo deportivo que lleva su nombre.